# Otrar
Otrar ali Utrar (kazaško Отырар, latinizirano: Otyrar, staroturško 𐰚𐰭𐱃𐰺𐰢𐰣, latinizirano: Keŋü Tarman), včasih tudi Tarab, je mesto duhov ob Svilni cesti v Srednji Aziji v sedanjem Kazahstanu. Bilo je pomembno mesto v zgodovini Srednja Azije na meji stalno naseljenih in poljedelskih civilizacij. Bilo je središče velike oaze in političnega okrožja v ključni točki, ki je povezovala Kazahstan s Kitajsko, Evropo, Bližnjim in Srednjim vzhodom, Sibirijo in Uralom.

## Imena
Prvo znano državo v tej regiji so Kitajci poznali kot Kangdžu. Njeno središče je bilo v porečju Sir Darje, znane tudi kot reka Kang. Kangdžu je obstajal od 1. stoletja pr. n. št. do 5. stoletja n. št. Njena prestolnica je bila blizu Bitjana. Državo je podjarmilo več različnih osvajalcev, dokler ni razpadla v več neodvisnih držav, predvsem v dolinah Sir Darje in njenih pritokov Keles in Atisi. Zdi se, da se je prebivalstvo poturčilo in postalo znano kot Kangari.
Obstajajo zapisi, ki Otrar omenjajo kot Farab. Domneva se, da skupina kovancev, najdenih v Otrarju in nekaterih drugih mestih v oazi, izvira iz obdobje teh zapisov. Na prednji strani teh kovancev je generični simbol Turgešija v obliki loka, na hrbtni strani pa podoba leva.
Na drugi vrsti kovancev je na hrbtni strani znak X. Ti kovanci lahko izvirajo iz kovnice lokalnega vladarja. Obstaja tudi domneva, da so kovance druge vrste kovali vladarji turške države Kangu Tarban, katere prebivalci so bili Kangarji. Po kovancih sodeč je v od 6. do 8. stoletja v Kangu Tarbanu vladala lokalna dinastija Kangarjev. Njihovo glavno mesto je postalo mesto Tarban z imenom Turarband, ki se je kasneje preimenovalo Otrar. 
Ruševine Otrarja so bile že od časov Zlate horde privlačne zaradi govoric o zakladih starih vladarjev ter o zakopanih kupih zlatnikov in nakita. Izvor tovrstnih legend so morda potrdile arheološke najdbe različnih kovancev in nakita.
V 9. do 10. stoletju različni viri omenjajo Otrar kot eno od mest Ispidžaba, kar je  verjetno povezano z dejstvom, da se je mesto najprej podredilo kalifatu in nato Samanidom. Otrar je ostal središče okrožja, ki je zavzemal prostor »približno en dan poti v vse smeri«, kot večkrat omenjajo kronisti. Znano je tudi, da je mesto kovalo svoj denar. Otrar je bil kulturno središče, kjer se je rodil Abu Nasr al-Farabi in v njem pridigal Aristan-Bab, pomemben predstavnik islamske kulture.

## Lega
Posebno vlogo v življenju Otrarja in celotne regije je imela Sir Darja kot vir vode za namakanje polj in rib za prehrano prebivalcev. Mesto je stalo na stičišču karavanskih poti Velike svilne poti in postalo utrdba nomadov, ki so tavali po stepah. Iz Otrarja je pot po dolini Arisa vodila do Taraza, Balasagun in naprej v kitajski Šindžjang. Pot ob Sir Darji je vodila do Šaša in Sogda in od tam v Merv in Nišapur. Tretja pot je vodila proti Uralu, četrta pa skozi Kizilkum proti zahodu proti Horezmu, porečju Volge, Črnemu morju in Kavkazu.   Nesreče in vojne so povzročile, da so od nekdaj uspešnega mesta ostale le ruševine, porasle s travo. Glavni namakalni kanali so zdaj prekriti s presušenimi polji, ker po njih že stoletja ni tekla voda.
V oazi  Otrar ni bilo samo eno naselje, ampak veliko naselij. Na ostankih starih naselij stojijo sodobna naselja Altintobe, Džalpak-tobe, Kujuk-Mardan-tobe in Pčakči-tobe. Njihova stara imena so se pozabila. Ohranila so se samo tri, zapisana v starih rokopisih.

## Zgodovina
Mesto ima zgodovino, ki sega v čas Ahemenidskega cesarstva, ko je bilo znano kot Parab. Staroperzijski naziv Pārāb Fārāb ali Fārjāb in Pārjāb, je pogosto perzijsko krajevno ime, ki pomeni »zemlja, namakana z rečno vodo«. Fārjāb je tudi ime province v severnem Afganistanu. Do 13. stoletja je bil Fārāb na Džaksartesu znan kot Otrār.

### Mongoli in Timuridi
Blaginjo Otrarja je prekinil vdor Mongolov v Srednjo Azijo.
Leta 1218 je v Otrar prispela mongolska trgovska karavana z okoli 450 možmi, vključno z Džingiskanovim odposlancem. Guverner Otrarja Inalčuk, stric horezemskega sultana Mohameda II., jih je obtožil, da so mongolski vohuni, jih aretiral in s privolitvijo sultana Mohameda celotno karavano usmrtil.
Džingiskan se je na poboj odzval tako, da je k sultanu Mohamedu poslal delegacijo treh diplomatov, ki so zahtevali kaznovanje Inalčuka. Sultan je namesto tega vodji delegacije odsekal glavo, njegovima spremljevalcema pa obril brado, s čimer je izzval Džingiskanov povračilni napad. Mongoli so leta 1219 pet mesecev oblegali Otrar, ga nazadnje osvojili in Inalčuka usmrtili.
Mnoga mesta v oazi se niso nikoli opomogla in so bila zapuščena. Otrar se je  do sredine 13. stoletja ponovno dvignil in v težkih letih državljanskih vojn po Džingiskanovi smrti ponovno postal pomembno politično in gospodarsko središče na poti od zahoda proti vzhodu. V drugi polovici 14. stoletja je bil južni Kazahstan vključen v Timurjeve interesno sfero. Februarja 1405 je Otrar obiskal Timur, da bi zbral svoje čete, se prehladil in umrl v eni od otrarskih palač.

### Uzbeki, Kazahi in Džungarji
Timurjeva smrt je povzročila še več bojev, v katerih je kan Abul-Kajr podjarmil več plemen in se postavil na čelo novega Uzbeškega kanata. Pravico do tega ozemlja so si lastili tudi drugi Džingiskanovi potomci, zato so večino 16. in 17. stoletja med njimi potekali neprekinjeni prepiri za oblast nad kazahstansko stepo in dolino Sir Darje, zlasti med Kazahstanskim kanatom in džungarskimi fevdalci. Otrat je kljub temu ohranil dokajšnjo stabilnost, dokler niso Džungarji uspeli osvojiti južnega Kazahstana.
Sledilo je daljše obdobje uporov, ki so povzročili gospodarski upad območja in njegovih mest. Ko je evroazijski krak svilne poti postopoma izgubil svoj pomen, je svoj pomen izgubilo tudi mesto. V 17. in 18. stoletju je namakalni sistem počasi propadel, spodnji del Temir-arika pa se je izsušil.
Na koncu 18. stoletja je bilo v Otrarju le še 40 družin v primerjavi z morda 5.000–7.000 v času od 14. do 17. stoletja. Namakana površina se je zmanjšala na približno 5 kvadratnih kilometrov.

## Arheološke najdbe
Mesto je imelo površino približno dva kvadratna kilometra. Najnižje arheološke plasti so iz 1. stoletja n. št., najstarejši spomeniki pa iz 12. do 15. stoletja. Otrar je bil tipična srednjeazijska trdnjava z osrednjo trdnjavo (ark) in utrjenim mestom (šahristan). Zgrajen je bil na petstranični vzpetini, visoki približno osemnajst metrov. Vzpetina je imela površino približno dvajset hektarjev. Izkopavanja so pokazala, da je šlo za napredno mesto z monumentalnimi stavbami. Bilo je gosto naseljeno. Hiše so stale tesno ena ob drugi in tvorile četrti ali bloke. V predmestju izven mestnega obzidja sta bili dve kopališči iz 9. do 12. stoletja. Kopališči sta imeli osrednjo dvorano za kopanje in masažo, prostore za slačenje, sanitarije in molilnico. Imeli sta tudi sisteme za oskrbo s toplo vodo. Posoda, izkopana v bližini dveh lončarskih peči je pomagala dokazati, da je bil Otrar središče proizvodnje keramike v Srednji Aziji. Keramika je imela nekaj okrasja. Ena od največjih najdb je bil kip vodonosca – kamele z žensko glavo in zibelko na hrbtu.